# Ходжаєв Гані
Гані Ходжайович Ходжаєв (24 січня 1906, місто Ташкент, тепер Узбекистан — 4 травня 1976, місто Ташкент, тепер Узбекистан) — радянський узбецький державний діяч, залізничник, начальник Ташкентської залізниці, міністр міського та сільського будівництва Узбецької РСР. Депутат Верховної ради Узбецької РСР. Депутат Верховної Ради СРСР 3-го скликання.

## Життєпис
Народився в родині бідного дехканина (селянина) в передмісті Ташкента.
З 1921 року працював учнем телеграфіста і телеграфістом на Кокандському телеграфі Середньоазіатської залізниці. У 1924 році вступив до комсомолу.
У 1926 році закінчив політехнікум у місті Ашхабаді Туркменської РСР.
У 1926—1939 роках — багажний касир, черговий по станції, начальник станції, ревізор служби руху, начальник Андижанського відділення руху, заступник начальника служби руху Ташкентської залізниці.
У 1928 році закінчив радпартшколу в місті Термезі. У 1930 році закінчив курси при Ташкентському інституті інженерів залізничного транспорту.
Член ВКП(б) з 1931 року.
У 1939—1941 роках — заступник начальника, в 1941—1946 роках — начальник Ташкентської залізниці.
З 1946 року — перший заступник начальника Середньоазіатського округу залізниць.
У 1947—1954 роках — начальник управління будівництва залізниці Чарджоу—Ташсака (Кунград).
У 1954—1955 роках — міністр міського та сільського будівництва Узбецької РСР.
З 1955 по 1973 рік очолював декілька будівельних організацій Узбецької РСР.
З 1973 року — персональний пенсіонер у місті Ташкенті.
Помер 4 травня 1976 року в Ташкенті.

## Звання
- генерал-директор руху ІІІ рангу

## Нагороди
- три ордени Леніна
- два ордени Трудового Червоного Прапора
- три ордени «Знак Пошани»
- медалі